# Mévouillon
Pour les articles homonymes, voir Mévouillon (famille).
Mévouillon est une commune française située dans le département de la Drôme, en région Auvergne-Rhône-Alpes.
Le nom de la commune fut porté par une famille qui a possédé de nombreuses seigneuries des Baronnies.

## Géographie

### Localisation
La commune de Mévouillon est située en Drôme provençale, dans les Baronnies, au nord-ouest de Séderon.

### Hydrographie
La commune est traversée par le Charuis.

### Climat
Pour des articles plus généraux, voir Climat d'Auvergne-Rhône-Alpes et Climat de la Drôme.
En 2010, le climat de la commune est de type climat méditerranéen altéré, selon une étude du CNRS s'appuyant sur une série de données couvrant la période 1971-2000. En 2020, Météo-France publie une typologie des climats de la France métropolitaine dans laquelle la commune est exposée à un climat de montagne ou de marges de montagne et est dans la région climatique  Alpes du sud, caractérisée par une pluviométrie annuelle de 850 à 1 000 mm, minimale en été. 
Pour la période 1971-2000, la température annuelle moyenne est de 9,8 °C, avec une amplitude thermique annuelle de 16,4 °C. Le cumul annuel moyen de précipitations est de 1 033 mm, avec 7,2 jours de précipitations en janvier et 4,6 jours en juillet. Pour la période 1991-2020, la température moyenne annuelle observée sur la station météorologique de Météo-France la plus proche, « St-Auban »sur la commune de Saint-Auban-sur-l'Ouvèze à 6 km à vol d'oiseau, est de 11,6 °C et le cumul annuel moyen de précipitations est de 790,0 mm,. Pour l'avenir, les paramètres climatiques de la commune estimés pour 2050 selon différents scénarios d'émission de gaz à effet de serre sont consultables sur un site dédié publié par Météo-France en novembre 2022.

### Voies de communication et transports
La commune est traversée par la RD 586.
Elle est desservie par la ligne de bus no 43 (Laragne - Mévouillon).

## Urbanisme

### Typologie
Au 1er janvier 2024, Mévouillon est catégorisée commune rurale à habitat très dispersé, selon la nouvelle grille communale de densité à 7 niveaux définie par l'Insee en 2022.
Elle est située hors unité urbaine et hors attraction des villes,.

### Occupation des sols
L'occupation des sols de la commune, telle qu'elle ressort de la base de données européenne d’occupation biophysique des sols Corine Land Cover (CLC), est marquée par l'importance des forêts et milieux semi-naturels (69 % en 2018), une proportion sensiblement équivalente à celle de 1990 (69,6 %). La répartition détaillée en 2018 est la suivante : 
forêts (36,1 %), milieux à végétation arbustive et/ou herbacée (31,3 %), zones agricoles hétérogènes (24,3 %), terres arables (4,3 %), prairies (2,4 %), espaces ouverts, sans ou avec peu de végétation (1,6 %). L'évolution de l’occupation des sols de la commune et de ses infrastructures peut être observée sur les différentes représentations cartographiques du territoire : la carte de Cassini (XVIIIe siècle), la carte d'état-major (1820-1866) et les cartes ou photos aériennes de l'IGN pour la période actuelle (1950 à aujourd'hui).

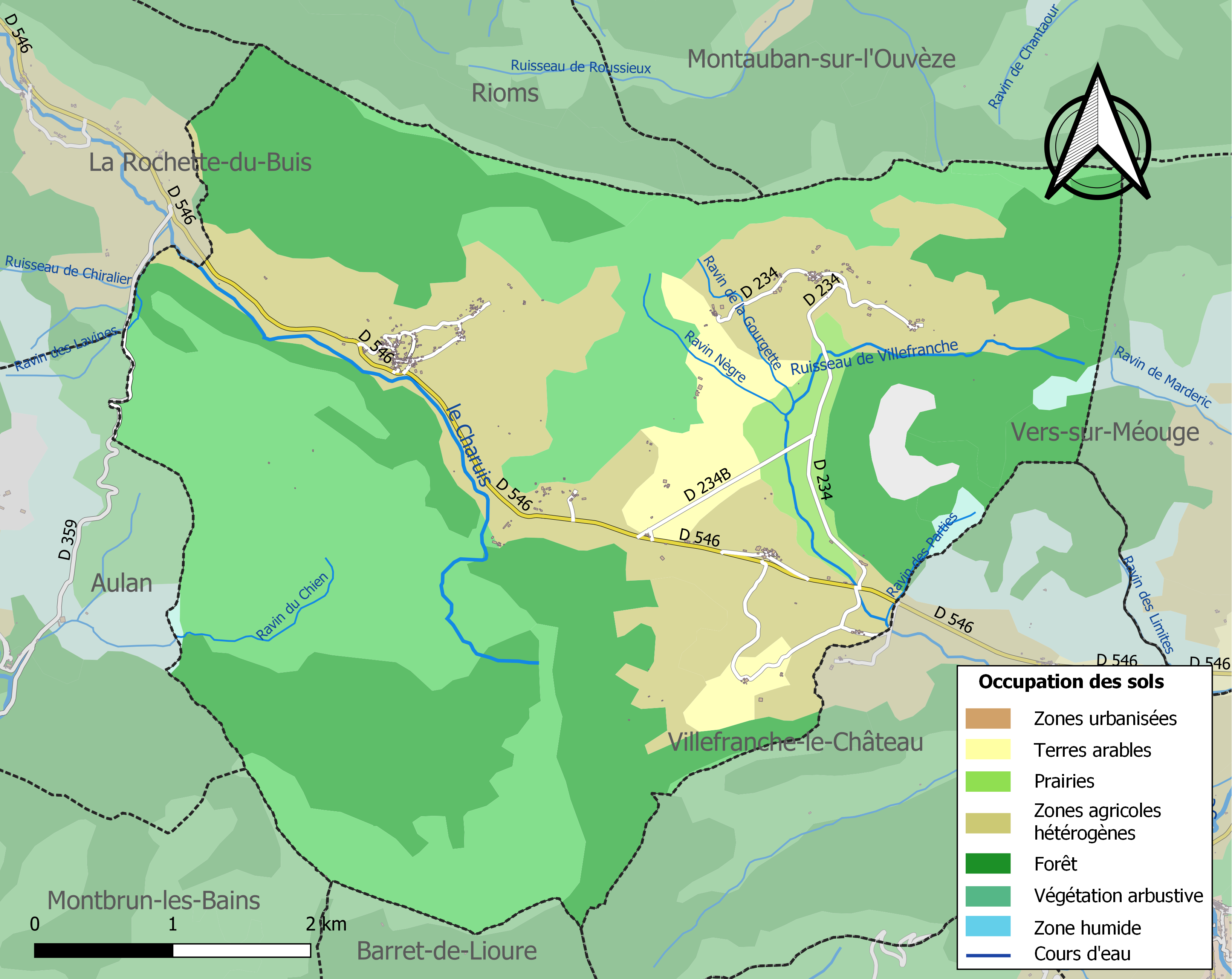
Carte des infrastructures et de l'occupation des sols de la commune en 2018 (CLC).

### Morphologie urbaine

#### Hameaux et lieux-dits
Site Géoportail (carte IGN) :
- Aumage
- Bernard
- Chanaux
- Chauvigne
- Corin
- Gresse (cf. infra)
- La Farette
- Le Col
- L'Hôte
- Louye
- Pelleret
- Romanon
- Souach
- Tophagne
- Vidal

Anciens quartiers :
- l'Adrech est un quartier attesté en 1891. Il était dénommé Ribe de la Dretch en 1595 (parcellaire)[14].
- l'Aire-de-Marauze est un quartier attesté en 1891. Il était dénommé Leyre de Mazauze en 1595 (parcellaire)[15].

## Toponymie

### Attestations
Dictionnaire topographique du département de la Drôme :
- 1070 : villa Medullis (cartulaire de Saint-Victor, 1083).
- 1095 : mention de l'église Saint-Arey (ou Ariey) : ecclesia Sancti Erigii in castro de Medoilo (cartulaire de Saint-Victor, 840).
- 1115 : mention de la paroisse : ecclesia de Medullio (Gall. christ., XVI, 102).
- 1135 : Medullone (cartulaire de Saint-Victor, 844).
- 1251 : Medulio (cartulaire de l'Île-Barbe).
- 1277 : Melleone (inventaire des dauphins, 8).
- 1285 : Meduluone (de Coston, Histoire de Montélimar, I, 241).
- 1288 : Mevoillon (archives de la Drôme, E 2713).
- 1293 : mention de la baronnie : baronia Medulionis (inventaire des dauphins, 218).
- 1343 : mention de la baronnie : la baronie de Meulion (Duchesne, Dauphins de Viennois, 69).
- 1400 : Meulhon (choix de docum., 235).
- 1442 : Medullionem (choix de docum., 282).
- XVe siècle : Meuillon (inventaire de la chambre des comptes).
- 1516 : mention du prieuré : prioratus Medulionis (pouillé de Gap).
- 1577 : Meveullon (archives de la Drôme, E 2974).
- 1588 : Mueillon (correspondance de Lesdiguières, II, 658).
- 1591 : Mevolhon (archives de la Drôme, E 3251).
- 1597 : Meulion (archives de la Drôme, E 2731).
- 1606 : mention du prieuré : le prieuré de Meulhon (rôle de décimes).
- 1626 : Meuvilon (archives de la Drôme, E 6229).
- 1628 : Mulhon (Lacroix, L'arrondissement de Nyons, 419).
- 1630 : Mealhon (archives de la Drôme, E 4758).
- 1660 : Meolon (Mém. de Castelnau, II, 658).
- XVIIe siècle : Meuillon (inventaire de la chambre des comptes).
- 1760 : mention de l'église Saint-Arey : Saint Arey de Mévolhion (rôle de décimes).
- 1760 : mention du prieuré : le prieuré de Mevolhion (rôle de décimes).
- 1891 : Mévouillon, commune du canton de Séderon.

## Histoire

### Préhistoire
Occupation néolithique.

### Antiquité: les Gallo-romains
- Autel portatif (IIIe siècle ou IVe siècle) découvert à Gresse[18].

### Du Moyen Âge à la Révolution

Armes des Mévouillon

Les seigneurs de Mévouillon ont dominé le pays des Baronnies vers l'an mil et jusqu'au milieu du XIVe siècle pendant près de trois siècles. C'est dame Percipia, née vers 999 et décédée entre 1070 et 1082, qui est à l'origine de la dynastie des Mévouillon.
La seigneurie ne dépendait ni du comte de Provence ni du dauphin de Viennois. Elle relevait directement du Saint-Empire romain germanique. En 1178, le privilège d'immédiateté impériale lui fut donné.
Mévouillon était alors chef-lieu militaire et Buis-les-Baronnies chef-lieu politique[réf. nécessaire].
La seigneurie :
- Au point de vue féodal, Mévouillon était une terre de la baronnie de ce nom, d'abord souverainement possédée par les Mévouillon, que l'empereur germanique Frédéric Ier dota en 1178 de tous les droits régaliens dans leurs domaines.
- 1230 : la terre est hommagée aux évêques de Die.
- 1270 : les Mévouillon donnent une charte de libertés à leurs vassaux.
- 1293 : la terre est donnée aux dauphins et devient domaniale.

La baronnie comprend, au moment de son annexion au Dauphiné, les terres et châteaux de Alauzon, la Bâtie-Côte-Chaude, Beauvoisin, Bénivay, le Buis, le Col-de-Soubeyran, Curnier, Eygaliers, Gouvernet, Mévouillon, Mollans, la Penne, Pierrelongue, Plaisians, le Poët-en-Percip, Proyas, la Roche-sur-Buis, la Rochette, Saint-Sauveur, Séderon, le Villard, Villefranche et partie de ceux d'Arpavon, Autane, Bésignan, Boisset, Clermont, Guibert, Marsoin, Montréal, le Poët-Sigillat, Propiac, Sahune, Sainte-Jalle et Vercoiran (voir ces noms et l'introduction).
- 1421 : elle est vendue (sous faculté de rachat) aux Louet (ou Lovat).
- 1553 : revendue (sous faculté de rachat) aux Bon.
- 1573 : revendue (sous faculté de rachat) aux Calignon.
- 1593 : revendue (sous faculté de rachat) aux La Tour-Gouvernet.
- 1638 : passe (par mariage) aux Dupuy-Monbrun.
- 1711 : recouvrée par les La Tour-Gouvernet, derniers seigneurs.

Démographie :
- 1595 : 178 habitants.
- 1653 : 146 habitants.
- 1682 : 120 habitants.
- 1754 : 118 familles.

Aux XIIe et XIIIe siècles, l'abbaye Saint-André de Villeneuve-lès-Avignon y possédait une église rurale (Sanctae Maria de Medullione, aujourd'hui Notre-Dame des Champs) dont elle percevait les revenus.
1302 : Mévouillon est l'une des trois baronnies réunies au Dauphiné.
Sa forteresse, réputée imprenable, est disputée pendant les guerres de Religion.

Dans la seconde moitié du XVIe siècle, le château est le lieu de violences entre catholiques et protestants. Il sera démoli sur ordre de Richelieu en 1640, puis complètement rasé sur ordre de Louis XIV en 1684[réf. nécessaire].
Avant 1790, Mévouillon était une communauté de l'élection de Montélimar et de la subdélégation et du bailliage de Buis-les-Baronnies.

Elle formait une paroisse du diocèse de Gap dont l'église, dédiée à saint Arey (ou Ariey), était celle d'un prieuré qui, dépendant premièrement de l'abbaye de Saint-Victor de Marseille, appartenait dès 1115 à la congrégation de Saint-Ruf, et dont le titulaire était collateur et décimateur à Mévouillon, La Rochette-du-Buis, Vers-sur-Méouge, Izon-la-Bruisse et Villefranche-le-Château :

#### Gresse
Dès 1687, il y avait, dans ce hameau, une chapelle où se faisait le service paroissial, et un instituteur :
- 1270 : Gressia (archives de la Drôme, E 3187).
- 1891 : Gresse, hameau et paroisse de la commune de Mévouillon.

### De la Révolution à nos jours
En 1790, la commune est comprise dans le canton de Montauban. La réorganisation de l'an VIII (1799-1800) la fait entrer dans celui de Séderon :

## Politique et administration

### Liste des maires
| Période                                                                   | Période                       | Identité                            | Étiquette | Qualité        |
| ------------------------------------------------------------------------- | ----------------------------- | ----------------------------------- | --------- | -------------- |
| Les données manquantes sont à compléter. : depuis la fin du Second Empire |                               |                                     |           |                |
| 1871                                                                      |                               | ?                                   |           |                |
| 1874                                                                      |                               | ?                                   |           |                |
| 1878                                                                      |                               | ?                                   |           |                |
| 1884                                                                      |                               | ?                                   |           |                |
| 1888                                                                      |                               | ?                                   |           |                |
| 1892                                                                      |                               | ?                                   |           |                |
| 1896                                                                      |                               | ?                                   |           |                |
| 1900                                                                      |                               | ?                                   |           |                |
| 1904                                                                      |                               | ?                                   |           |                |
| 1908                                                                      |                               | ?                                   |           |                |
| 1912                                                                      |                               | ?                                   |           |                |
| 1919                                                                      |                               | ?                                   |           |                |
| 1925                                                                      |                               | ?                                   |           |                |
| 1929                                                                      |                               | ?                                   |           |                |
| 1935                                                                      |                               | ?                                   |           |                |
| 1945                                                                      |                               | ?                                   |           |                |
| 1947                                                                      |                               | ?                                   |           |                |
| 1953                                                                      |                               | ?                                   |           |                |
| 1959                                                                      |                               | ?                                   |           |                |
| 1965                                                                      |                               | ?                                   |           |                |
| 1971                                                                      |                               | ?                                   |           |                |
| 1977                                                                      |                               | ?                                   |           |                |
| 1983                                                                      |                               | ?                                   |           |                |
| 1989                                                                      |                               | ?                                   |           |                |
| 1995                                                                      |                               | ?                                   |           |                |
| 2001                                                                      | 2008                          | Gérard Gozzi                        |           |                |
| 2008                                                                      | 2014                          | Gérard Gozzi                        |           | maire sortant  |
| 2014                                                                      | 2020                          | Odile Tacussel                      |           | retraitée      |
| 2020                                                                      | En cours (au 14 janvier 2021) | Odile Tacussel[source insuffisante] |           | maire sortante |

### Rattachements administratifs et électoraux
Mévouillon appartient au canton de Nyons et Baronnies. Jusqu'en mars 2015, la commune dépendait du canton de Séderon.

## Population et société

### Démographie
L'évolution du nombre d'habitants est connue à travers les recensements de la population effectués dans la commune depuis 1793. Pour les communes de moins de 10 000 habitants, une enquête de recensement portant sur toute la population est réalisée tous les cinq ans, les populations de référence des années intermédiaires étant quant à elles estimées par interpolation ou extrapolation. Pour la commune, le premier recensement exhaustif entrant dans le cadre du nouveau dispositif a été réalisé en 2008.

En 2022, la commune comptait 239 habitants, en évolution de −0,83 % par rapport à 2016 (Drôme : +2,64 %, France hors Mayotte : +2,11 %).
| 1793 | 1800 | 1806 | 1821 | 1831 | 1836 | 1841 | 1846 | 1851 |
| ---- | ---- | ---- | ---- | ---- | ---- | ---- | ---- | ---- |
| 607  | 640  | 702  | 738  | 790  | 780  | 743  | 799  | 804  |

| 1856 | 1861 | 1866 | 1872 | 1876 | 1881 | 1886 | 1891 | 1896 |
| ---- | ---- | ---- | ---- | ---- | ---- | ---- | ---- | ---- |
| 751  | 712  | 707  | 734  | 728  | 787  | 770  | 736  | 685  |

| 1901 | 1906 | 1911 | 1921 | 1926 | 1931 | 1936 | 1946 | 1954 |
| ---- | ---- | ---- | ---- | ---- | ---- | ---- | ---- | ---- |
| 687  | 628  | 652  | 529  | 513  | 463  | 428  | 366  | 334  |

| 1962 | 1968 | 1975 | 1982 | 1990 | 1999 | 2006 | 2008 | 2013 |
| ---- | ---- | ---- | ---- | ---- | ---- | ---- | ---- | ---- |
| 323  | 283  | 263  | 233  | 206  | 204  | 211  | 213  | 232  |

| 2018 | 2022 | - | - | - | - | - | - | - |
| ---- | ---- | - | - | - | - | - | - | - |
| 235  | 239  | - | - | - | - | - | - | - |

### Enseignement
La commune relève de l’académie de Grenoble.

### Santé
Le Centre Hospitalier le plus proche est celui de Sisteron, situé à 48 km, dans les Alpes-de-Haute-Provence.

### Manifestations culturelles et festivités
- Fête : le deuxième dimanche de mai[18].
- Fête à Gresse : le 15 août[18].

### Sports
- Le centre national de vol libre des Baronnies se trouve au lieu-dit le Col.
- Parapente[26].

## Économie

### Agriculture
En 1992 : lavande (distillerie et coopérative lavandicole), ovins.
- Foire : 15 août et 15 octobre[18].

Le siège du syndicat du petit épeautre de Haute-Provence se situe sur la commune de Mévouilon.

### Commerce
- Le café La Forge, adhérent au réseau Bistrot de Pays[28], a signé une charte dont le but est de « contribuer à la conservation et à l'animation du tissu économique et social en milieu rural par le maintien d'un lieu de vie du village »[29].

## Culture locale et patrimoine

### Lieux et monuments
- Puits : seul vestige de la forteresse[18].
- Chapelle Notre-Dame[18].
- Église Saint-Arey de Gresse[18].

### Patrimoine naturel
- Grotte de l'Ours[18].

La commune ne fait pas partie du Parc naturel des Baronnies provençales créé en 2014 bien que située à l'intérieur de son périmètre[réf. nécessaire].

### Héraldique, logotype et devise
|  | D'azur à trois têtes de lion arrachées d’or et lampassées de gueules |